# Barra Longa
Barra Longa är en kommun i Brasilien.   Den ligger i delstaten Minas Gerais, i den sydöstra delen av landet, 700 km sydost om huvudstaden Brasília. Antalet invånare är 6 147.
Omgivningarna runt Barra Longa är huvudsakligen savann. Runt Barra Longa är det ganska glesbefolkat, med 23 invånare per kvadratkilometer.